# Comuna Borovenka, Lebedîn
Borovenka (în ucraineană Боровенька) este o comună în raionul Lebedîn, regiunea Sumî, Ucraina, formată din satele Borovenka (reședința), Burivka, Krute și Semenivka.

## Demografie
Componența lingvistică a comunei Borovenka
     Ucraineană (97,93%)
     Rusă (1,68%)
     Alte limbi (0,26%)
Conform recensământului din 2001, majoritatea populației comunei Borovenka era vorbitoare de ucraineană (97,93%), existând în minoritate și vorbitori de rusă (1,68%).